# Fisklösan
Fisklösan är en sjö i Mönsterås kommun i Småland och ingår i Alsteråns huvudavrinningsområde. Sjön är 2,5 meter djup, har en yta på 0,019 kvadratkilometer och är belägen 45 meter över havet. Vid provfiske har gädda fångats i sjön.